# Wilkoszewice
Wilkoszewice (prononciation [vilkɔʂɛˈvit͡sɛ]) est un village de la gmina de Gorzkowice, du powiat de Piotrków, dans la voïvodie de Łódź, situé dans le centre de la Pologne.
Il se situe à environ 6 kilomètres au nord-est de Piotrków Trybunalski (siège de la gmina), 17 kilomètres au sud de Piotrków Trybunalski (siège du powiat) et 61 kilomètres au sud de Łódź (capitale de la voïvodie).

## Administration
De 1975 à 1998, le village était attaché administrativement à l'ancienne voïvodie de Piotrków.

Depuis 1999, il fait partie de la nouvelle voïvodie de Łódź.